# Abacetus inopinus
Abacetus inopinus es una especie de escarabajo terrestre de la subfamilia Pterostichinae.  Fue descrito por Peringuey en 1904. 